# Flugplatz Ried-Kirchheim

i7
i11
i13
Der Flugplatz Ried-Kirchheim (ICAO-Code: LOLK) ist ein ziviler öffentlicher Sportflugplatz im oberösterreichischen Innviertel. Der Flugplatz liegt auf dem Gebiet der Gemeinde Kirchheim im Innkreis westlich des Dorfes in einem Augrund zwischen der Waldzeller Ache und der Landesstraße 141. Nach der Eröffnung im Jahre 1960 stand eine mehrfach verlängerte Graspiste zur Verfügung, 1987 wurde die Asphaltpiste in den heutigen Abmessungen errichtet. Die Bahn ist für Flugzeuge bis 5,7 t AUW zugelassen. Der Flugplatz wird von Motorflugzeugen, Motorseglern, Segelflugzeugen, Hubschraubern, UL's sowie Fallschirmspringern benutzt. Auf dem Gelände sind Hangargebäude, ein Kontrollturm, eine Tankstelle sowie eine Gaststätte vorhanden.